# Komora ratunkowa McCanna

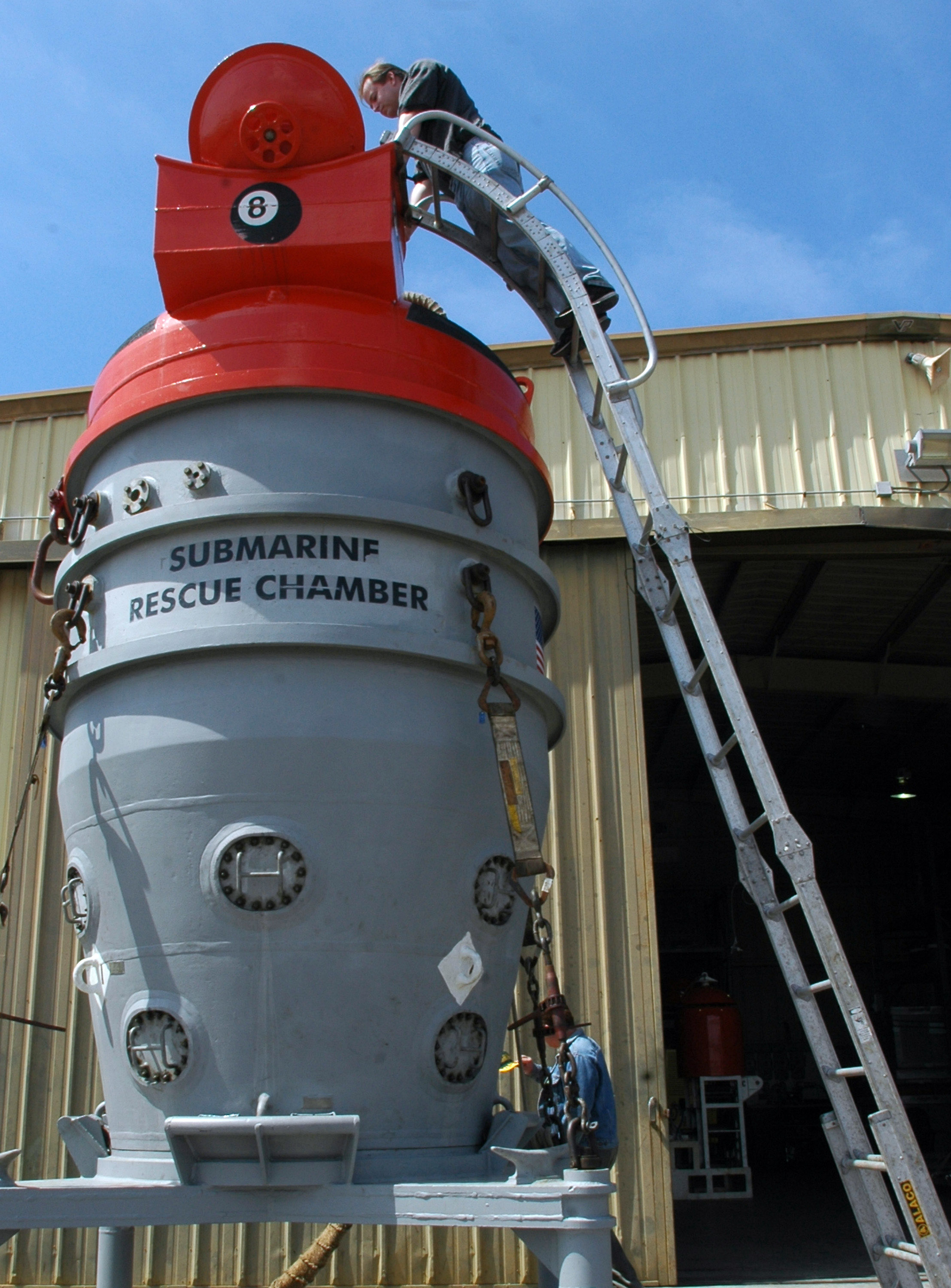
Komora ratunkowa SRC
(Submarine Rescue Chamber)

Komora ratunkowa McCanna – amerykański stalowy nurkowy dzwon ratowniczy (Submarine Rescue Chamber – SRC) służący do niesienia ratunku załogom okrętów podwodnych, które nie mogą wynurzyć się na powierzchnię. Pierwotna wersja komory opracowana została w 1929 roku przez Charlesa Momsena i Rockwella McCanna. SRC podzielony jest na dwie ciśnieniowe kabiny dla załogi oraz zbiornik balastowy z balastem wodnym. SRC stanowił podstawowe wyposażenie okrętu ratowniczego okrętów podwodnych USS "Sunbird" (ASR-15). Sterowany przez dwóch operatorów SRC, po opuszczeniu z pokładu "Sunbirda" mógł jednorazowo wynieść na powierzchnię do siedmiu członków załogi okrętu podwodnego.